# Palacio de Frederiksberg
El palacio de Frederiksberg (en danés: Frederiksberg Slot) es un palacio de estilo barroco situado en Frederiksberg, Dinamarca.
El edificio actual es el resultado de una serie de ampliaciones realizadas al edificio original construido en 1699, y da al parque de Frederiksberg, un parque palacial de 64 hectáreas, y un importante jardín público desde 1885.
Originalmente, el palacio fue la residencia veraniega de la familia real danesa hasta mediados del siglo XIX, cuando en 1869 se convierte en la Academia militar del Real Ejército Danés, su función actual.

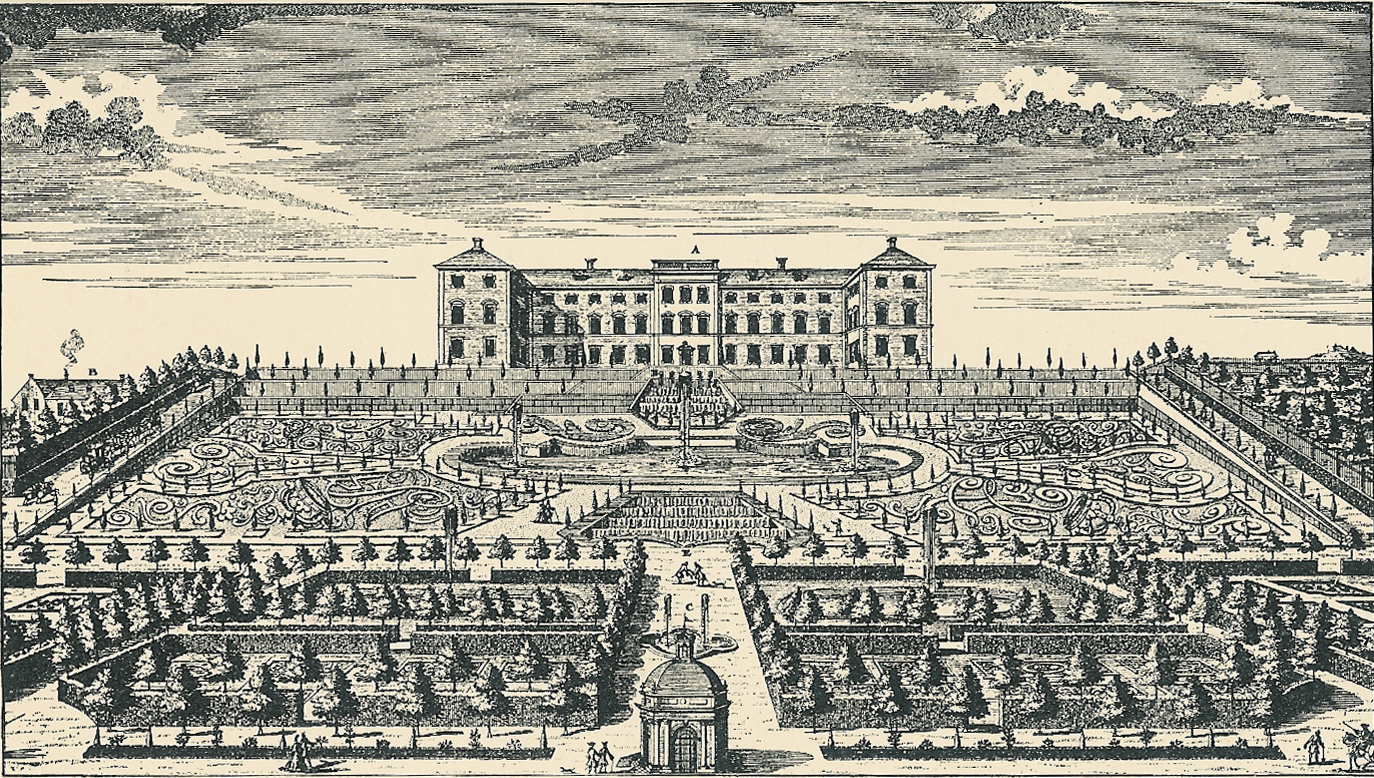
El palacio de Frederiksberg en 1718 con su jardín original.

Al volver de su viaje de estudios por Europa, el futuro Federico IV pide permiso a su padre, el rey Christian V, para construir una residencia veraniega en Solbjerg, el nombre de la colina en Valby sobre la cual se construye el primer edificio.
El edificio original, de una sola planta, se terminó de construir en 1703, y en 1709 se completa una primera ampliación, en la cual se transforma en un edificio de tres plantas y en forma de H, y claramente inspirado en el barroco italiano y realizado por Johan Conrad Ernst quien había estudiado en Estocolmo unos años antes con Nicodemus Tessin el Joven.
Entre 1733 to 1738, Lauritz de Thurah, el arquitecto danés más importante del día, lleva a cabo una tercera, y última, ampliación.
Cuando la reina María Sofía muere allí en 1852, el edificio es abandonado, hasta pasar a manos del ministerio de guerra en 1868.  